# Moscheea Ortaköy
Moscheea Ortaköy este o moschee din orașul Istanbul, Turcia. Este una dintre cle mai celebre moschei din oraș, fiind situată pe plaja din apropierea Bosforului.

## Istorie și arhitectură
Moscheea Ortaköy a fost construită între anii 1854-1856 din ordinul sultanului Abdul-Medjid. Arhitecții care au proiectat-o sunt Garabet Balyan și Nigoğos Balyan, tată și fiu de origine armeană. Tot ei au mai proiectat și Moscheea Dolmabahçe și Palatul Dolmabahçe.
Moscheea Ortaköy reprezintă o combinație între stilul otoman târziu și stilul barocului european. Este o moschee simplă cu două minarete și un dom. Interiorul este decorat cu marmură, plăci roz și caligrafi coranice. Caligrafiile au fost executate de către însuși Abdul-Medjid și Hattat, maestrul său caligraf.
Între anii 2011-2014, moscheea a fost Închisă datorită unor lucrări de restaurare a monumentului, dar la data de 6 iunie 2014 a fost redeschisă, la ceremonia de redeschidere participând însuși Recep Tayyip Erdoğan, prim-ministrul Turciei în aceea perioadă.

## Galerie de imagini

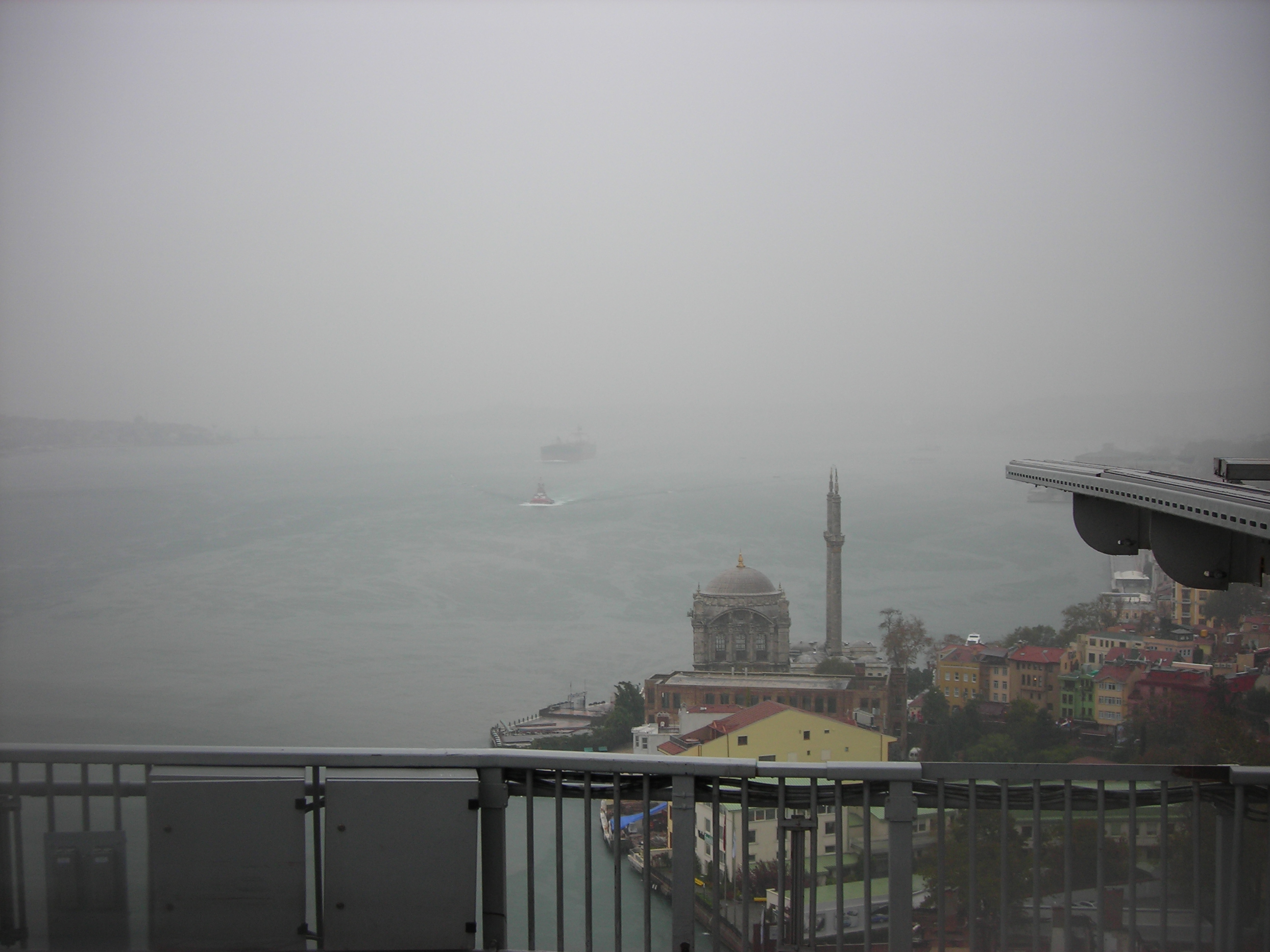
Vedere de sus.
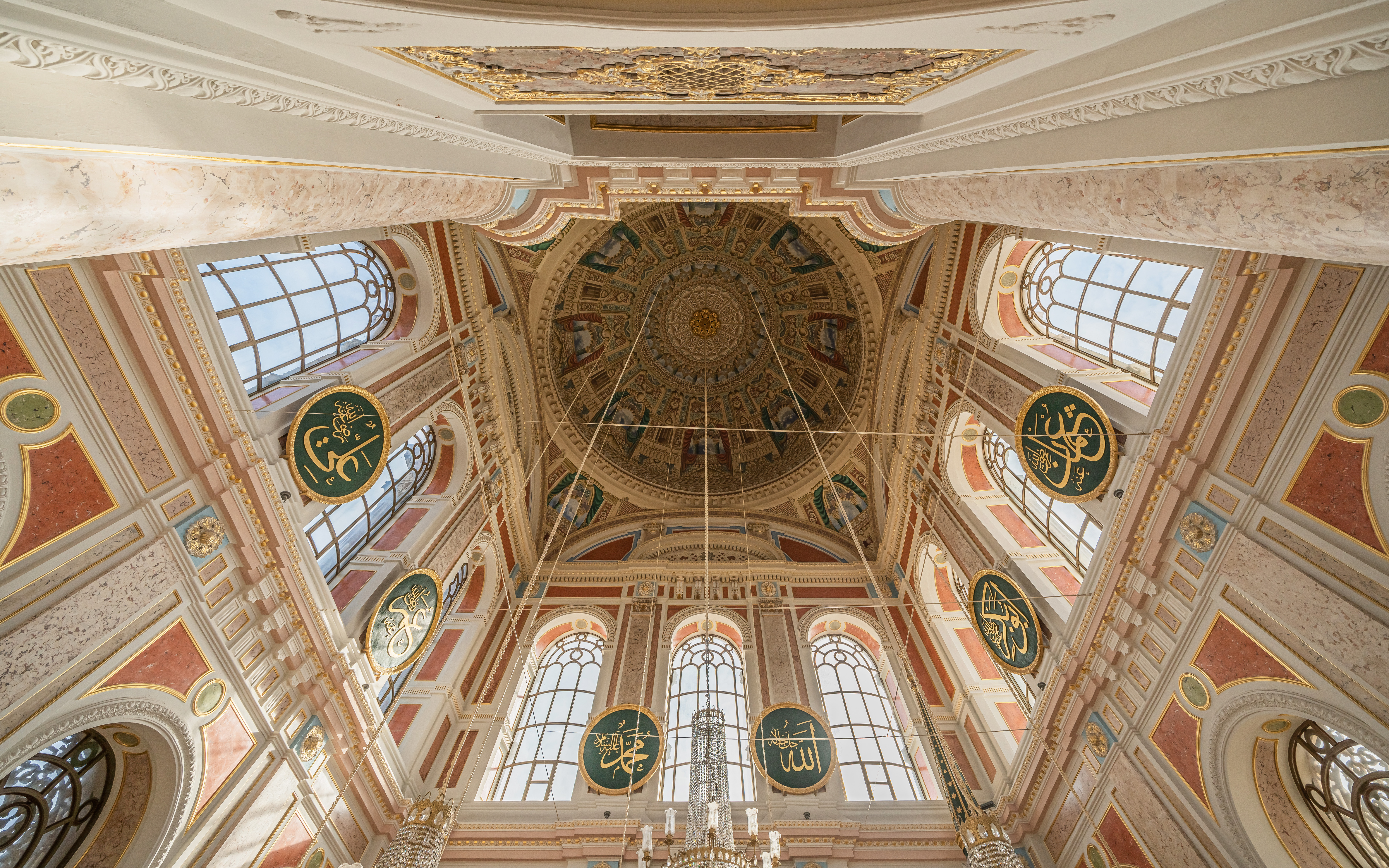
Domul.
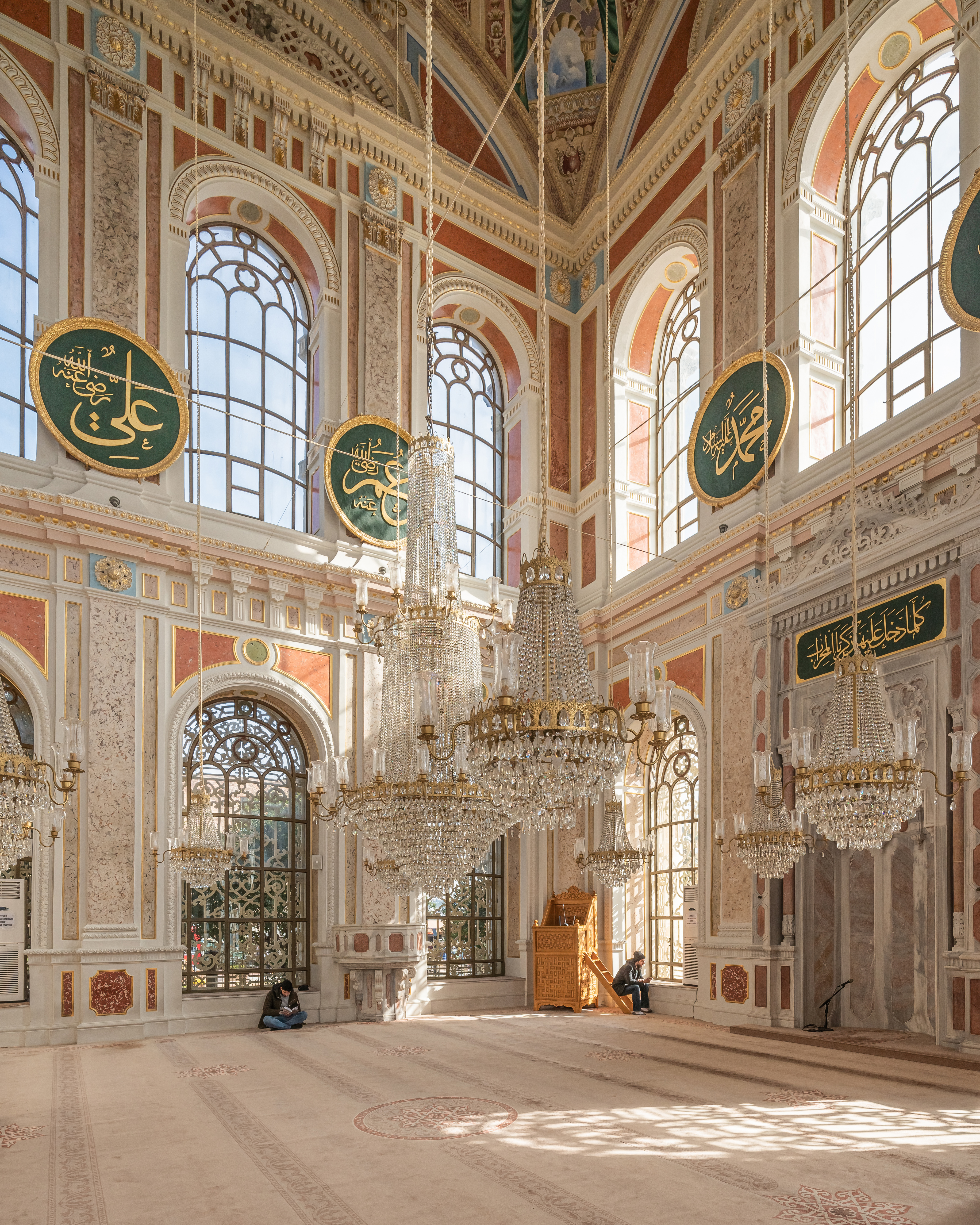
Interior.
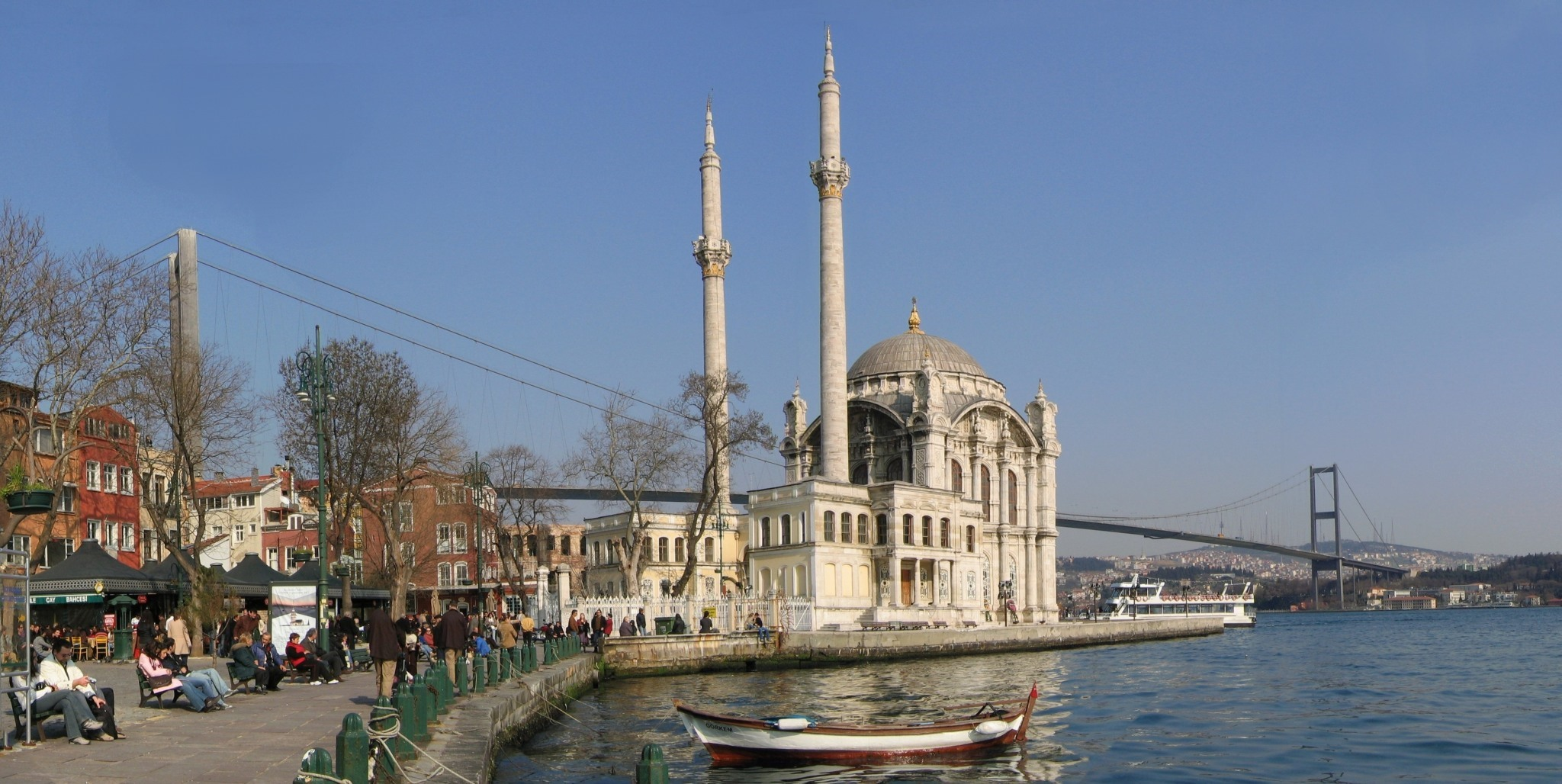
Vedere laterală.